# Creatonotos
Creatonotos — рід метеликів підродини ведмедиць (Arctiinae) родини еребід (Erebidae). Включає 10 визнаних видів.

## Поширення
Види роду поширені в Африці, Південній і Східній Азії та Австралії.

## Види
- Creatonotos fasciatus (Candèze, 1927)
- Creatonotos gangis (Linnaeus, 1763)
- Creatonotos interrupta (Linnaeus, 1767)
- Creatonotos kishidai Dubatolov & Holloway, 2007
- Creatonotos leucanioides Holland, 1893
- Creatonotos omanirana de Freina, 2007
- Creatonotos perineti Rothschild, 1933
- Creatonotos punctivitta (Walker, 1855)
- Creatonotos transiens (Walker, 1855)
- Creatonotos wilemani Rothschild, 1933